# Stéphanie Jasmin
Stéphanie Jasmin, née à Neuville le 11 février 1970, est une scénographe et artiste de la vidéo québécoise.

## Formation et carrière
En 1993, elle obtient un diplôme de premier cycle de l'École du Louvre en histoire de l'art. De retour au Québec, elle obtient son baccalauréat en réalisation cinématographique à l'Université Concordia en 1999.
Elle débute à UBU compagnie de création en 2002 où elle fait la conception vidéo, la mise en scène et la scénographie pour plus d'une trentaine de pièces. Elle y collabore sur quelques œuvres avec le fondateur Denis Marleau.

## Œuvres
Livre:
- En 2007 elle publie un livre sur le sculpteur Michel Goulet[3].

Écriture et mise en scène:
- Ombres (2005) à l'Espace Libre
- Opéra Barbe-Bleue (2007) de Béla Bartók
- Jackie (2009) d’Elfriede Jelinek
- Le dernier feu (2013) de Dea Loher
- La ville (2014) de Martin Crimp
- L’autre hiver, opéra fantasmagorique sur un livret de Normand Chaurette
- Les Marguerite(s) (2018), présenté à Espace GO
- Les dix commandements de Dorothy Dix (2023), présenté à Espace GO

## Prix et distinctions
- 2018:  Prix Siminovitch, plus important prix remis aux artistes de spectacle vivant au Canada[4].
- 1999:  Mel Oppenheim’s Award de l'Université Concordia
- 1998: Bourse d'excellence Kodak de l'Université Concordia